# 에이든 맥기디
에이든 존 맥기디(영어: Aiden John McGeady, 1986년 4월 4일 ~ )는 아일랜드의 축구 선수로서, 포지션은 윙어이다. 스파르타크 모스크바로 이적할 때 £9,500,000의 이적료를 기록하며 셀틱 역사상 최고 이적료 기록을 세웠다. 그는 영국과 아일랜드 이중 국적을 가지고 있고 스코틀랜드에서 태어났으나 아일랜드 대표팀을 선택하였다.
그는 뛰어난 개인기를 구사 하는 축구 선수로 아일랜드의 호나우지뉴라는 별명으로 불리며, 맥기디 턴으로 유명하다.

## 축구인 경력

### 선수 경력
셀틱 FC의 유소년 팀과 리저브 팀에서 활약하였으며 2004년 4월 24일 하츠 FC와의 경기에서 프로 데뷔전을 치렀다. 경기에 나선지 17분 만에 프로 데뷔골을 터뜨렸고 다음 시즌인 2004-05 시즌엔 챔피언스리그 무대 데뷔전을 치렀다. 2005-06 시즌 부상 속에서 숀 말로니와 나카무라 슌스케와 주전 경쟁을 벌이며 20경기에 출전하여 4골 6도움을 기록하였다.
2006-07 시즌을 앞두고 말로니가 애스턴 빌라로 이적한 후 주전 자리를 점하였으며 팀의 리그 우승과 팀 역사상 첫 챔피언스리그 16강 진출에 공헌하였다. 2007-08 시즌 컵대회와 챔피언스리그를 포함하여 51경기에 출전하여 8골 24도움의 훌륭한 활약을 펼치며 2008년 스코틀랜드 올해의 선수 상과 올해의 유망주 상을 동시에 수상하였다. 2009년 당시 팀의 감독이었던 고든 스트라컨 감독과 불화를 일으키며 팀을 떠날 것으로 예상되었으나 스타라칸 감독이 경질되어 팀에 잔류하였다.
2010년 8월 셀틱 역사상 최고 이적료인 £9,500,000의 이적료로 FC 스파르타크 모스크바로 이적하였다.
2014년 그는 잉글랜드 프리미어리그 에버튼 FC로 이적 하였다. 이적료는 공개되지 않았고, 4년 계약을 체결 하였다. 그는 공번인 7번을 배번 받았다.

## 수상

### 클럽

#### 셀틱
- 스코틀랜드 프리미어리그 우승 3회 : 2005-2006, 2006–07, 2007–08
- 스코틀랜드 리그 컵 우승 2회 : 2005-2006, 2008–09
- 스코틀랜드 컵 우승 2회 : 2004–05, 2006–07